# Kẹp Hạt Dẻ và bốn vương quốc
Kẹp Hạt Dẻ và bốn vương quốc (tên gốc tiếng Anh: The Nutcracker and the Four Realms) là một bộ phim chính kịch kỳ ảo do Lasse Hallström và Joe Johnston đạo diễn, kịch bản được viết bởi Ashleigh Powell và Tom McCarthy Powell. Bộ phim này kể về một cô gái tên là Clara lên một hành trình để tìm chìa khóa mở quả trứng kì bí mà mẹ tặng cho mình.

## Diễn viên
- Keira Knightley vai Sugar Plum Fairy
- Mackenzie Foy vai Clara
- Eugenio Derbez vai Flower Realm King
- Matthew Macfadyen vai Mr. Stahlbaum
- Richard E. Grant vai Snow Realm King[4]
- Misty Copeland vai The Ballerina
- Helen Mirren vai Mẹ Gừng
- Morgan Freeman vai Drosselmeyer
- Jayden Fowora-Knight as Philip[5]
- Miranda Hart vai Dew Drop Fairy[6]
- Jack Whitehall vai Harlequin[7]
- Ellie Bamber vai Louise[8]
- Lil Buck vai The Mouse King[9]